# Fini, la comédie
Fini, la comédie,  è un singolo di Dalida, pubblicato in 7" del 1981.

## Il singolo
La titletrack, contenuta nell'album Olympia 81, è, per quanto riguarda la melodia, ma non altrettanto per quel che riguarda il testo, una cover di There for Me, canzone incisa dai La Bionda nel 1978.
Autori della melodia sono i La Bionda e Charly Ricanek, mentre il testo in francese è  di Pierre Delanoë (il testo dell'originale in inglese è invece di Michelangelo La Bionda e Richard William Palmer James).
La "commedia" a cui si riferisce il titolo è una storia d'amore giunta al capolinea. L'inizio di questa storia d'amore viene infatti paragonata ad un pezzo teatrale  di gran successo di un teatro di periferia, ma di quest'inizio travolgente non rimane più nulla ed ora su tutto ciò scende - pare di comune accordo fra gli "interpreti" - fatalmente e definitivamente il sipario. Gli “attori” sono ovviamente i protagonisti di questa storia d'amore, che ormai non si parlano quasi più e sono diventati l'uno per l'altra quasi come degli estranei.
Una cover di Fini, la comédie è stata incisa da Patty Pravo nel 2007 nel suo album Spero che ti piaccia...Pour toi..., album che è un tributo a Dalida a 20 anni dalla morte.

## Tracce
1. Fini, la comédie – 3:26
2. Marjolaine – 3:12